# Крістінн Йонссон
Заголовок цієї статті — це ісландське ім'я, де Крістінн — особове ім'я, а Йонссон — ім'я по батькові. 
Крістінн Йонсон (ісл. Kristinn Jónsson, нар. 4 серпня 1990, Карлсруе, Німеччина) — ісландський футболіст, фланговий захисник клубу КР.

## Клубна кар'єра
Свою клубну кар'єру Крістінн Йонссон починав у 2007 році у клубі «Брєйдаблік». З яким ставав чемпіоном країни та вигравав кубок Ісландії. 2015 рік захисник провів в оренді у шведському клубі «Броммапойкарна».
Після чого перебрався д сусідньої Норвегії. Але там гра Крістінна не відзначалася стабільністю. У клубах «Сарпсборг 08» та «Согндал» він так і не зміг закріпитися в основі і в 2017 році він повернувся до «Брєйдабліка», де провів другу частину сзону.
З 2018 року Крістінн є гравцем столичного КР. З яким також вигравав кубок та національний чемпіонат.

## Збірна
Свою першу гру у національній збірній Ісландії Крістінн зіграв у 2009 році у товариському поєдинку проти команди Фарер. Наступну гру за збірну Крістінн провів лише через чотири роки і також проти Фарерських островів.

## Досягнення
Брєйдаблік
 Чемпіон Ісландії: 2010, 2024
 Переможець Кубка Ісландії: 2009
 Переможець Кубка ісландської ліги: 2013, 2015, 2024
 Переможець Суперкубка Ісландії: 2025
КР
 Чемпіон Ісландії: 2019
 Переможець Суперкубка Ісландії: 2020
 Переможець Кубка ісландської ліги: 2019